# Saint-Méard
Saint-Méard – miejscowość i gmina we Francji, w regionie Nowa Akwitania, w departamencie Haute-Vienne.
Według danych na rok 1990 gminę zamieszkiwało 367 osób, a gęstość zaludnienia wynosiła 15 osób/km² (wśród 747 gmin Limousin Saint-Méard plasuje się na 312. miejscu pod względem liczby ludności, natomiast pod względem powierzchni na miejscu 253.).

## Populacja

Populacja Saint-Méard w latach 1962–2008